# Polyscias gracilis
Espèce
Statut de conservation UICN

 CR D : 
En danger critique
Polyscias gracilis, appelé communément bois papaye, est une espèce de plantes à fleurs de la famille des Araliaceae et du genre Polyscias. C'est un petit arbre endémique de l'île Maurice. Il croît dans les zones marécageuses. Cette espèce en voie d’extinction possède quelques individus près des chutes de Tamarin et au Piton du Fouge.